# Římskokatolická farnost Strání
Římskokatolická farnost Strání je územní společenství římských katolíků v děkanátu Uherský Brod s farním kostelem Povýšení svatého Kříže.

## Historie farnosti
První písemná zmínka o obci pochází z roku 1318. Po roce 1431 byla zdejší fara přenesena do Horního Němčí, poněvadž Strání bylo husitskými válkami téměř úplně zničeno. V 16. století převládli mezi obyvateli příslušníci jednoty bratrské. Po třicetileté válce byla obec přifařena k nivnické farnosti. V roce 1751 byla zřízena lokalie, která byla roku 1784 na samostatnou kuracii. Samostatná farnost byla obnovena roku 1855.  Původní farní kostel byl postaven v polovině 18. století. Po požáru v roce 1893 byl ve špatném technickém stavu a v roce 1908 byl kvůli hrozbě zřícení zbourán. Nový kostel byl postaven v letech 1909–1911.

## Duchovní správci
Přehled duchovních správců je dochován od roku 1751. Do roku 2016 byl zdejším farářem Stanislav Hrudík. Následně rok zde působil před odchodem na misii ve východní Evropě P. Mgr. Jan Surowczyk. Od letech 2017-2021 byl farářem P. Mgr. Stanislav Matyáš. Od srpna 2021 je farářem P. Mgr. Jiří Pospíšil.

## Bohoslužby
Ve farnosti se konají pravidelně bohoslužby ve farním kostele - v neděli i ve všední dny.

## Aktivity farnosti
Ve farnosti se pravidelně koná tříkrálová sbírka. V roce 2018 se při ní vybralo 112 970 korun.